# I 20 impiccati dell'Hentchak
I 20 impiccati dell'Hentchak (in armeno Քսան կախաղան?, K'san kakhaghan , anche "I 20 martiri" e " I 20 ") è il nome comune per il gruppo di attivisti del Partito Socialdemocratico Hunchakian che furono impiccati in Piazza Beyazit, a Costantinopoli (oggi Istanbul), il 15 giugno 1915 durante il genocidio armeno.

## Storia
Il 7º Congresso Generale del Partito Socialdemocratico Hunchakian che si tenne a Constanţa, in Romania, nel 1913, ebbe un'importanza unica e grande non solo per l'Hunchak, ma nella storia del popolo armeno nel suo insieme. Durante il Congresso, i membri sottolinearono la loro preoccupazione per il palese disprezzo del governo di Ittihad (Giovani Turchi) per le vite armene che risiedevano nell'Armenia storica. I membri dell'Hunchak temevano che questo disprezzo sarebbe aumentato solo con il passare del tempo e sottolinearono anche l'importanza di un'Armenia Unita indipendente che sarebbe stata impossibile da realizzare sotto il governo razzista e dittatoriale del governo dei Giovani Turchi dell'Impero ottomano.

Così il congresso si aggiornò con due obiettivi principali:
I - Come affermato nel suo programma originario, il partito doveva passare dalle attività lecite a quelle illecite, ridiventando così un'organizzazione segreta. II - Progettare e assassinare i leader del partito Ittihad (Giovani Turchi), gli stessi leader che hanno compiuto i massacri di Adana del 1909, e quindi gli stessi leader che in quel momento stavano progettando l'annientamento del popolo armeno.
Tuttavia, questi obiettivi segreti furono trasmessi agli ottomani da un agente; di conseguenza, non appena i delegati arrivarono a Costantinopoli, furono arrestati. Alla fine dell'anno furono arrestati un totale di centoquaranta leader dell'Hunchak.

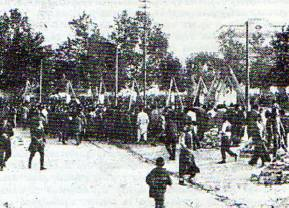
Le 20 forche

Dopo aver trascorso due anni in condizioni terribili nelle prigioni ottomane e aver subito lunghi processi fittizi, venti figure di spicco - Paramaz, Dr. Benne, Aram Achekbashian, Vanig e altri furono condannati a morte per impiccagione. Poche settimane dopo l'inizio del genocidio armeno il 15 giugno 1915, tutti e venti gli uomini furono impiccati nella piazza centrale di Costantinopoli, conosciuta come Piazza Sultan Bayazid. Le ultime parole di Paramaz prima della sua impiccagione furono: "Puoi solo impiccare i nostri corpi, ma non la nostra ideologia [...] Domani vedrai all'orizzonte orientale un'Armenia socialista."

## Elenco dei membri impiccati
I nomi sono scritti secondo lo scrittore ed editore Teotig. Altri due importanti attivisti hunchakiani, Stepan Sapah-Gulian e Varaztahd, sono stati condannati a morte in contumacia .
1. Paramaz - Փարամազ
2. Dr. Benne (Bedros Torosian) - Տքթ. Պէննէ (Պետոս Թորոսեան), da Kharpert)
3. Aram Achekbashian - Արամ Աչըգպաշեան - (Krikor Garabedian, da Arabkir)
4. Kegham Vanigian - Գեղամ Վանիկեան, (da Van), uno degli editori del giornale giovanile Gaidz
5. Mourad Zakarian - Մուրատ Զաքարեան, (da Mush)
6. Yervant Topouzian - Երուանդ Թօփուզեան
7. Hagop Basmajian - Յակոբ Պասմաճեան
8. Smpat Kelejian - Սմբատ Գըլըճեան
9. Roupen Garabedian - Ռուբէն Կարապետեան
10. Armenag Hampartsoumian - Արմենակ Համբարձումեան
11. Apraham Mouradian - Աբրահամ Մուրատեան
12. Hrand Yegavian - Հրանդ Եկաւեան
13. Karnig Krikor Boyajian - Գառնիկ Գրիգոր Պօյաճեան (da Shabin-Karahisar Şebinkarahisar)
14. Hovhannes D. Ghazarian - Յովհաննէս Տ. Ղազարեան
15. Mgrdich Yeretsian - Մկրտիչ Երէցեան
16. Yeremia Manoukian - Երեմիա Մանուկեան
17. Tovmas Tovmasian - Թովմաս Թովմասեան
18. Karekin Boghosian - Գարեգին Պօղոսեան
19. Minas Keshishian - Մինաս Քէշիշեան
20. Boghos Boghosian - Պողոս Պողոսեան

Galleria
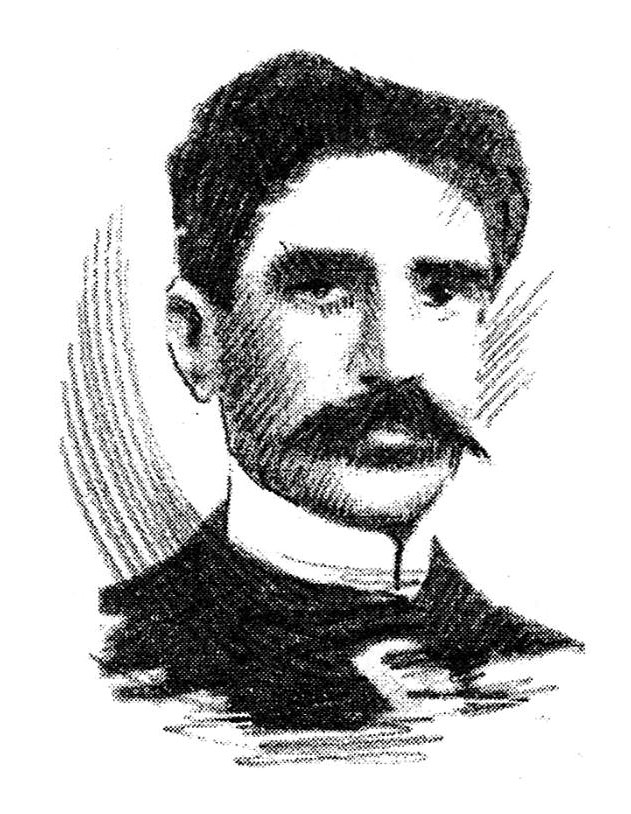
Paramaz
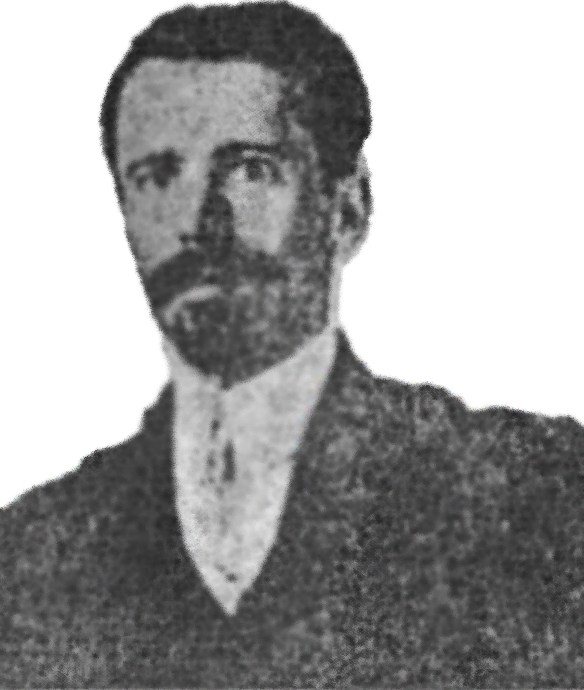
Dottor Benne
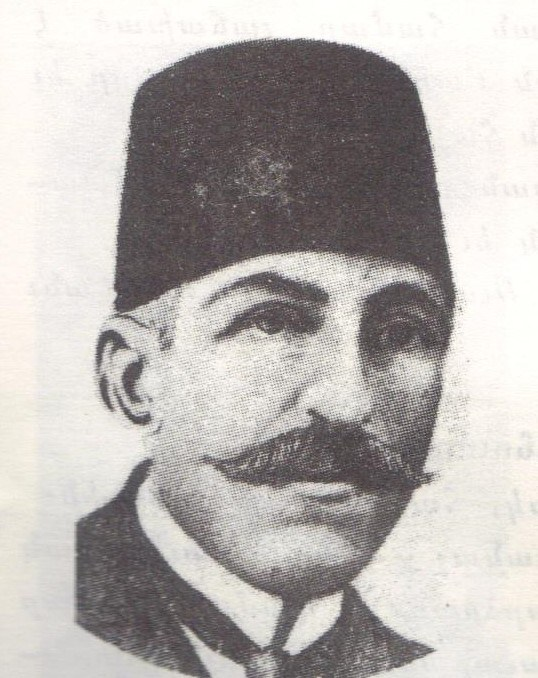
Aram Achekbashian
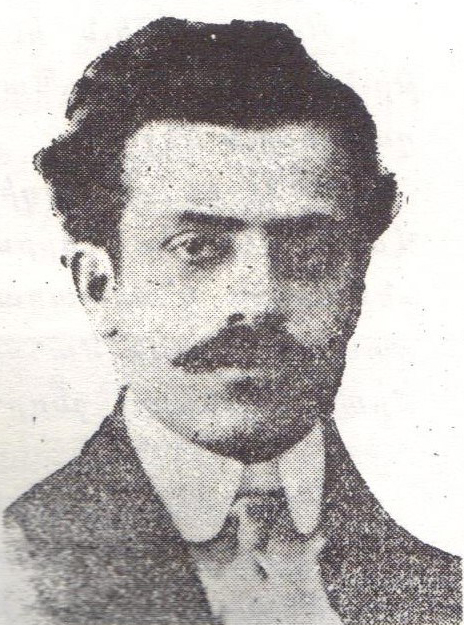
Kegham Vanigian
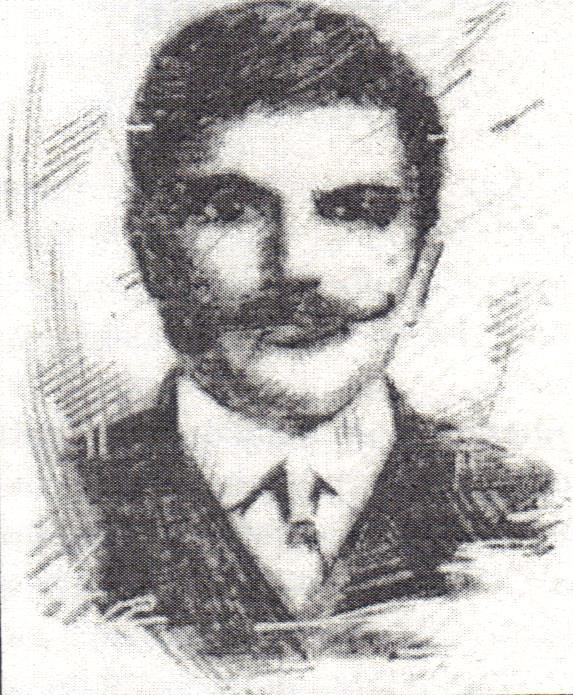
Mourad Zakarian
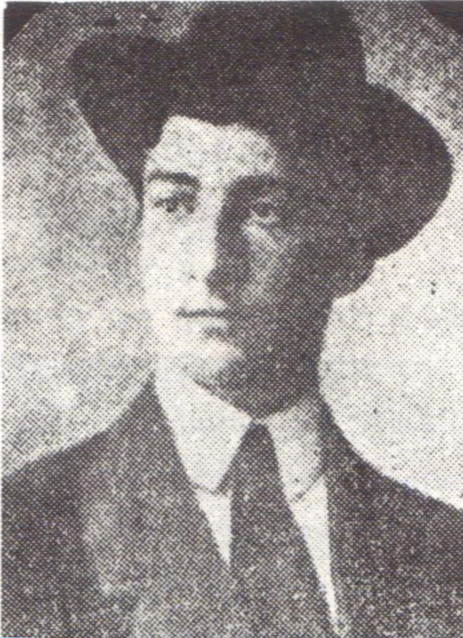
Yervant Topuzian
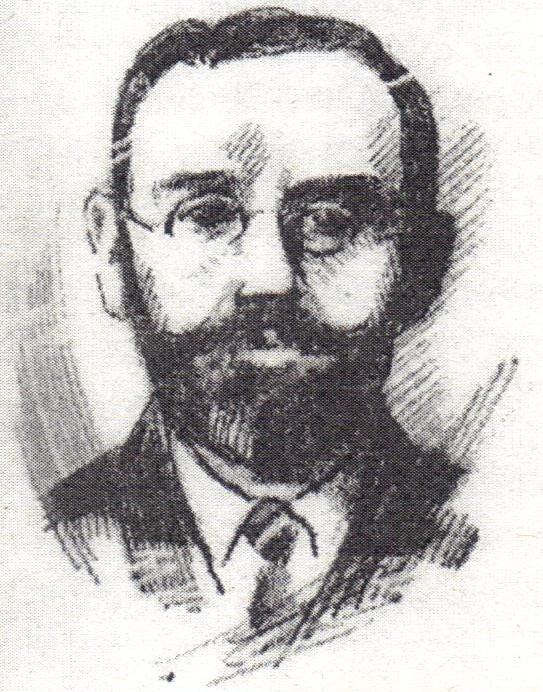
Hagop Basmajian
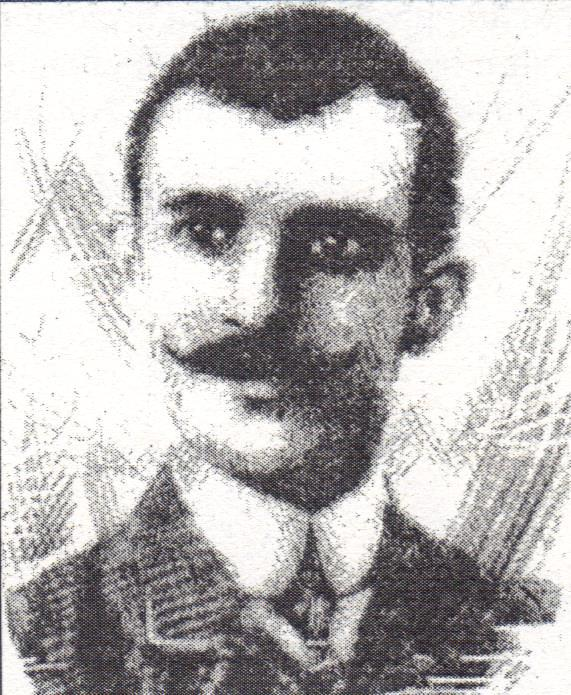
Smpat Kelejian
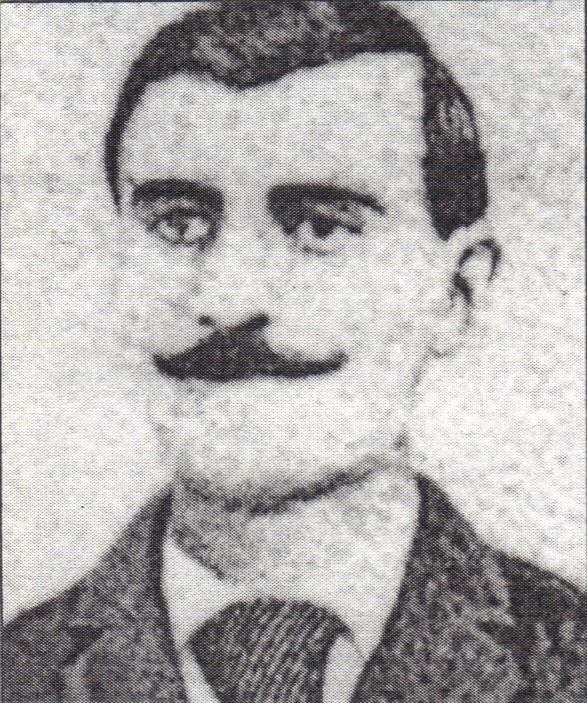
Roupen Garabedian
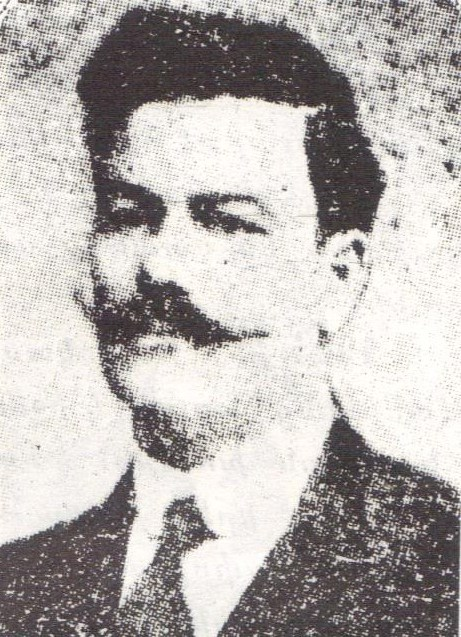
Armenag Hampartsoumian
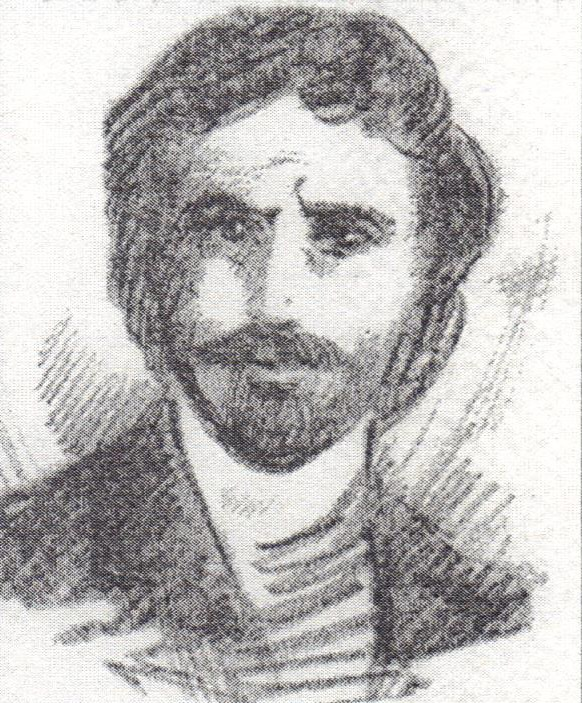
Apraham Mouradian
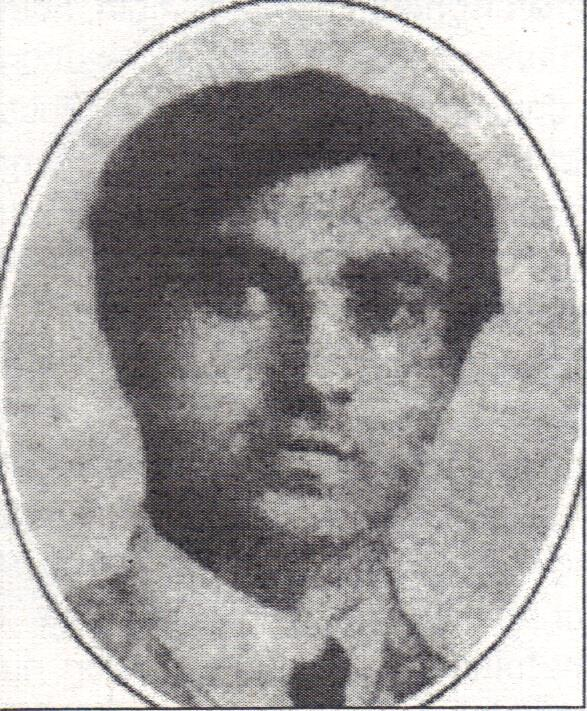
Hrand Yegavian
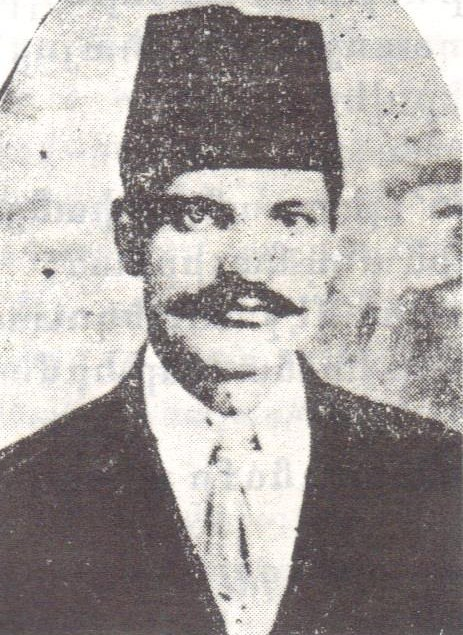
Karnig Krikor Boyajian
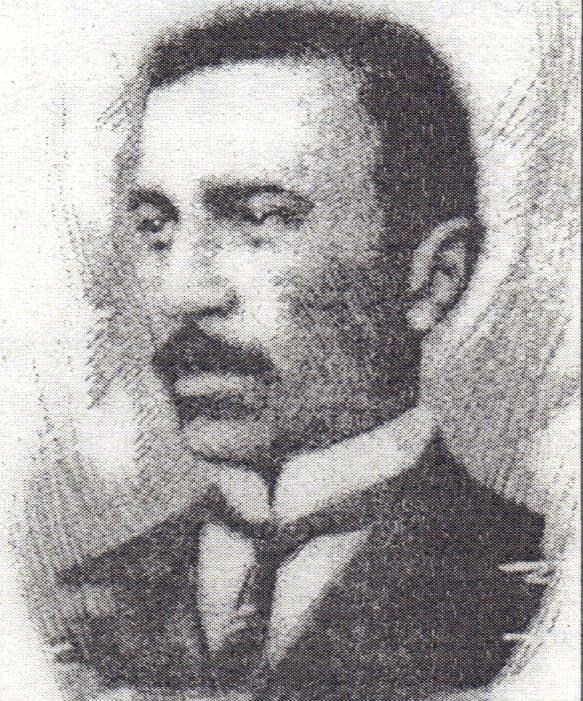
Hovhannes D. Ghazarian
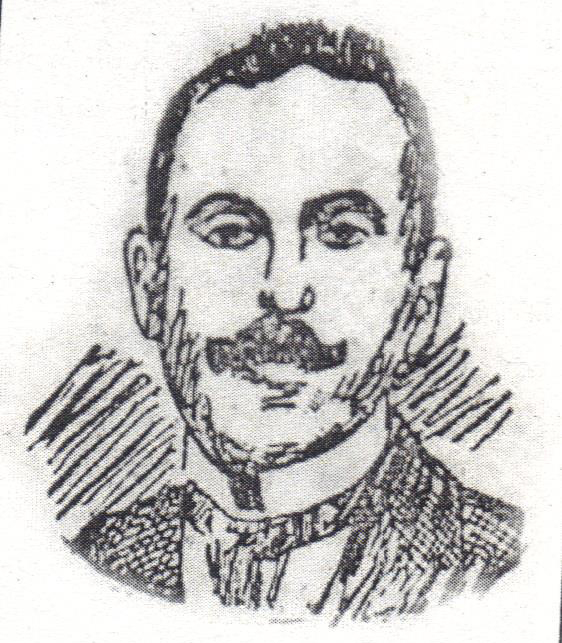
Mgrdich Yeretsian
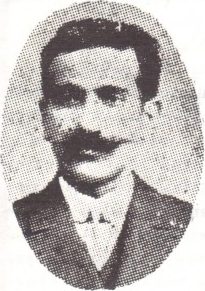
Yeremia Manoukian
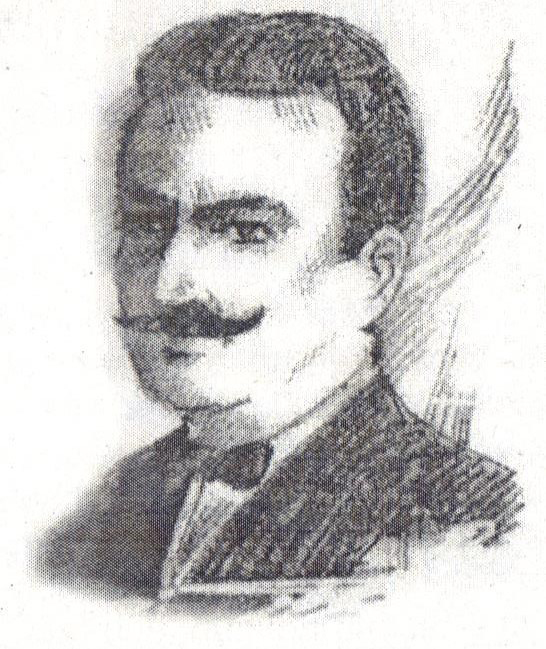
Tovmas Tovmasian
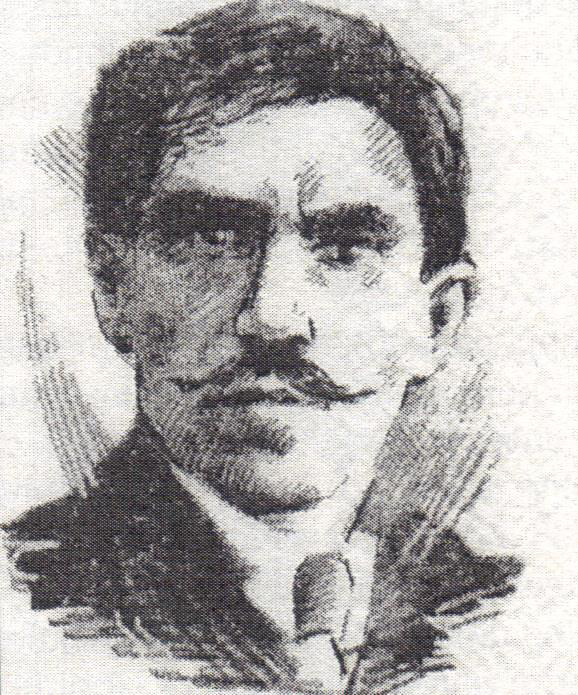
Karekin Boghosian
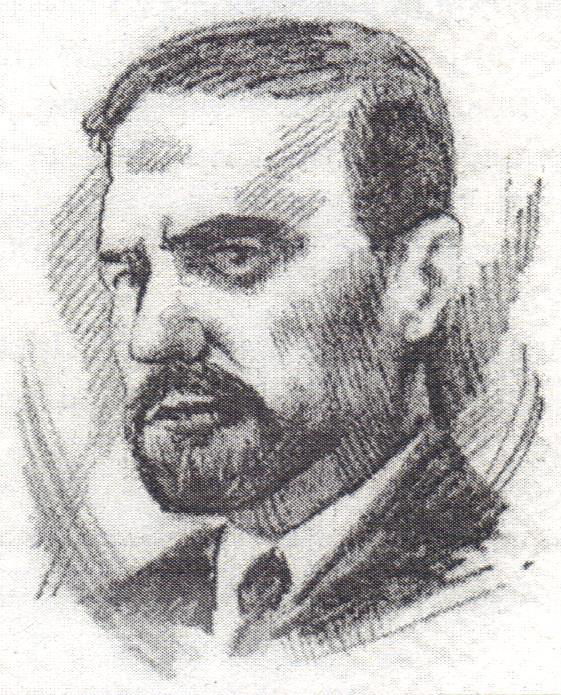
Minas Keshishian
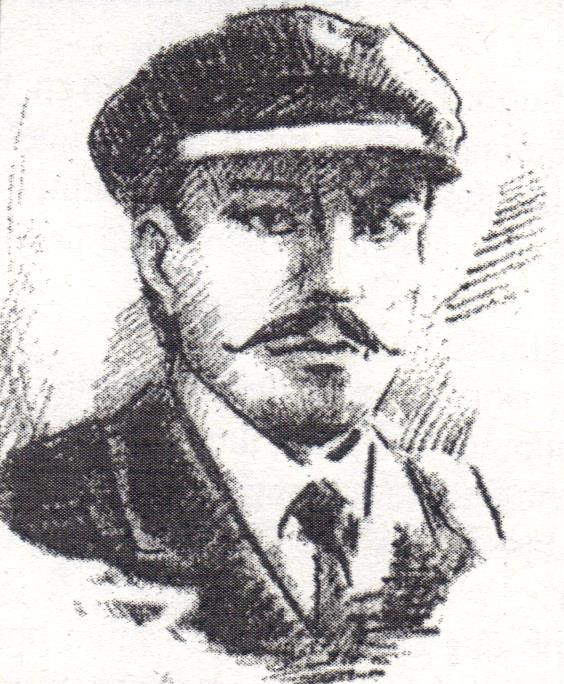
Boghos Boghosian

## Commemorazione
Sin dalla loro esecuzione, i "venti martiri" sono stati fonte di ispirazione per migliaia di giovani armeni in tutto il mondo, soprattutto per coloro che si sono uniti al Partito socialdemocratico Hunchakian e hanno combattuto sotto la sua bandiera.
Nel 2001 è stato inaugurato a Meghri, in Armenia, il monumento di Paramaz e dei suoi 19 compagni dell'Hunchak.
Il 15 giugno 2010 si è tenuta una tavola rotonda a Yerevan e gli attivisti impiccati sono stati commemorati al memoriale del genocidio di Tsitsernakaberd.
Il 13 giugno 2013 si è tenuta una tavola rotonda a Istanbul con la partecipazione delle organizzazioni per i diritti umani e di intellettuali turchi.